# Naranga quadrivittata
Naranga quadrivittata là một loài bướm đêm trong họ Noctuidae.